# Hagl (våben)
 For alternative betydninger, se Hagl. (Se også artikler, som begynder med Hagl)
Hagl er projektiler til våben, nærmere bestemt luftgeværer, luftpistoler og haglbøsser til jagt.
Hagl til jagtbrug blev i gamle dage fremstillet af blylegeringer, men bliver i nutiden fremstillet af blødt jern, medens hagl til luftgeværer normalt fremstilles af blylegeringer.
Hagl til haglbøsser er kugleformede, mens hagl til luftgeværer almindeligvis har et hult kegleformet skørt bagtil.
Skørtets funktion består i, at det udvides af luftstrømmen fra våbnet, således at haglet slutter tæt til våbnets riffelgang, og dermed flyver lige efter at have forladt løbet.
Haglets hoved afgør,  hvad der sker efter haglet har forladt mundingen, blandt andet nedsættelse af vindmodstand, træfsikkerhed, anslag etc.

## Hagltyper
Hagltyperne klassificeres gerne efter deres hoveder:
- Fladhagl
- Spidshagl
- Rundhagl
- Kuglehagl
- Hulnæsede hagl
- Jagthagl (herunder findes mange forskellige typer, alt efter opfindernes kreativitet).